# Pistolet modèle An XIII
Pistolet modèle An XIII (пистолет образца 13-го года) — французский кавалерийский кремнёвый пистолет эпохи Наполеоновских войн; (13-год — 1805-й по республиканскому календарю).
Более 300 000 экземпляров этого оружия было выпущено на имперских мануфактурах в период 1806—1814 гг.
Пистолет образца 13-го года весьма схож со своим предшественником 9-го года, но также включает в себя некоторые элементы модели морского пистолета обр. 1786 года (в частности, детали крепления ствола и боковую скобу); такое оружие было в небольшом количестве выпущено для флота на заводах Тюля.
Он состоял на вооружении до 1840-х годов, когда пригодные к эксплуатации экземпляры (а также более поздние модели, образцов 1816 и 1822 гг) были переделаны в капсюльные (modèle An XIII T (T — transformation, переделочный), для чего вносились изменения в замочную пластину и ствол.
Около 1860 года, сохранившиеся пистолеты подверглись очередной модификации и получили наименование An XIII T bis. Оконечность шомпола получила форму тюльпана и выполняла теперь роль мерки, чтобы количество порохового заряда соответствовало возможностям старого оружия.
На момент франко-прусской войны некоторое количество пистолетов XIII T bis всё ещё использовалось в портовой страже.